# 小高区
小高区（おだかく）は、福島県南相馬市の地域自治区の一つ。相馬野馬追で知られている。

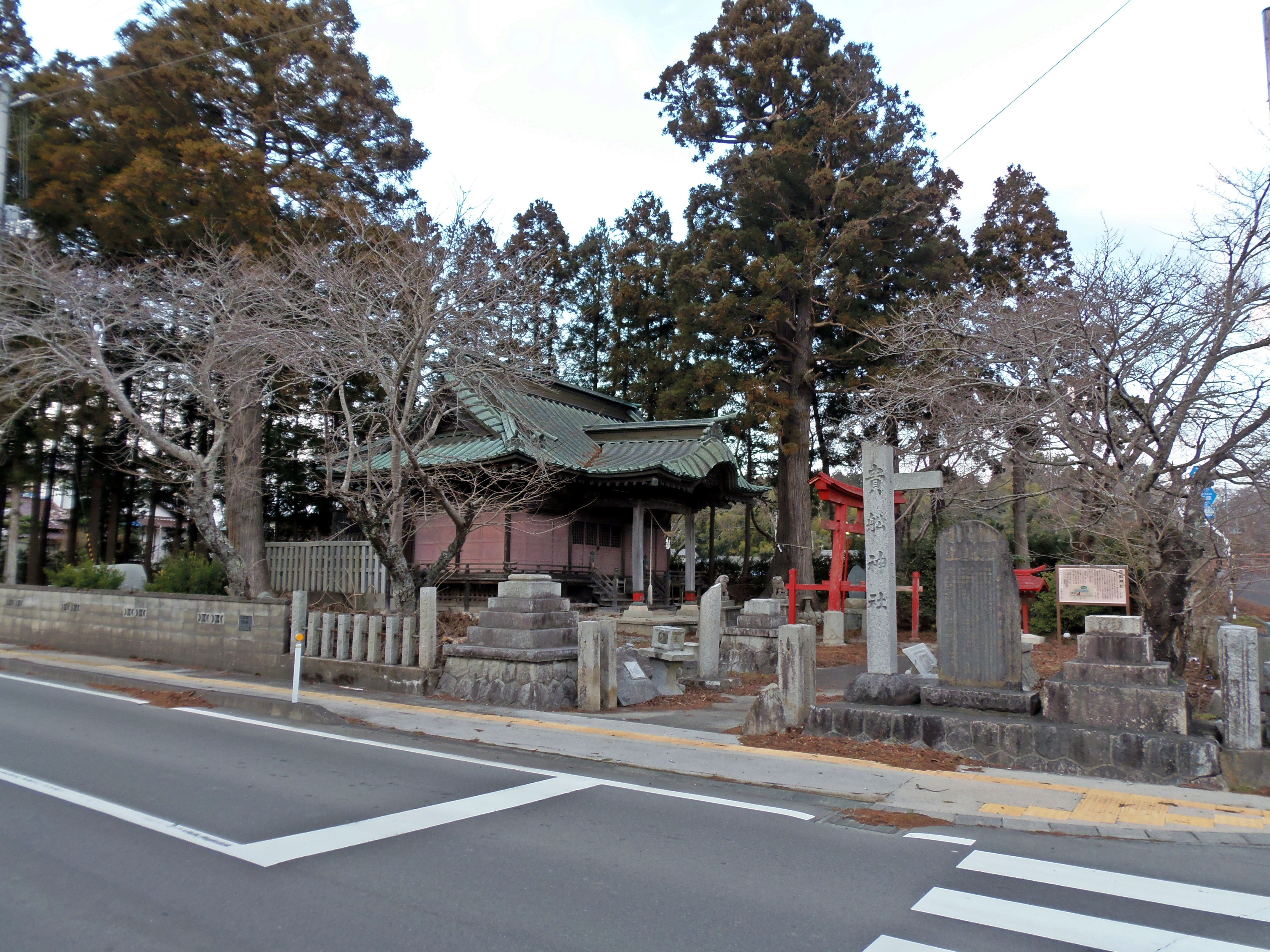
貴船神社

### 自然

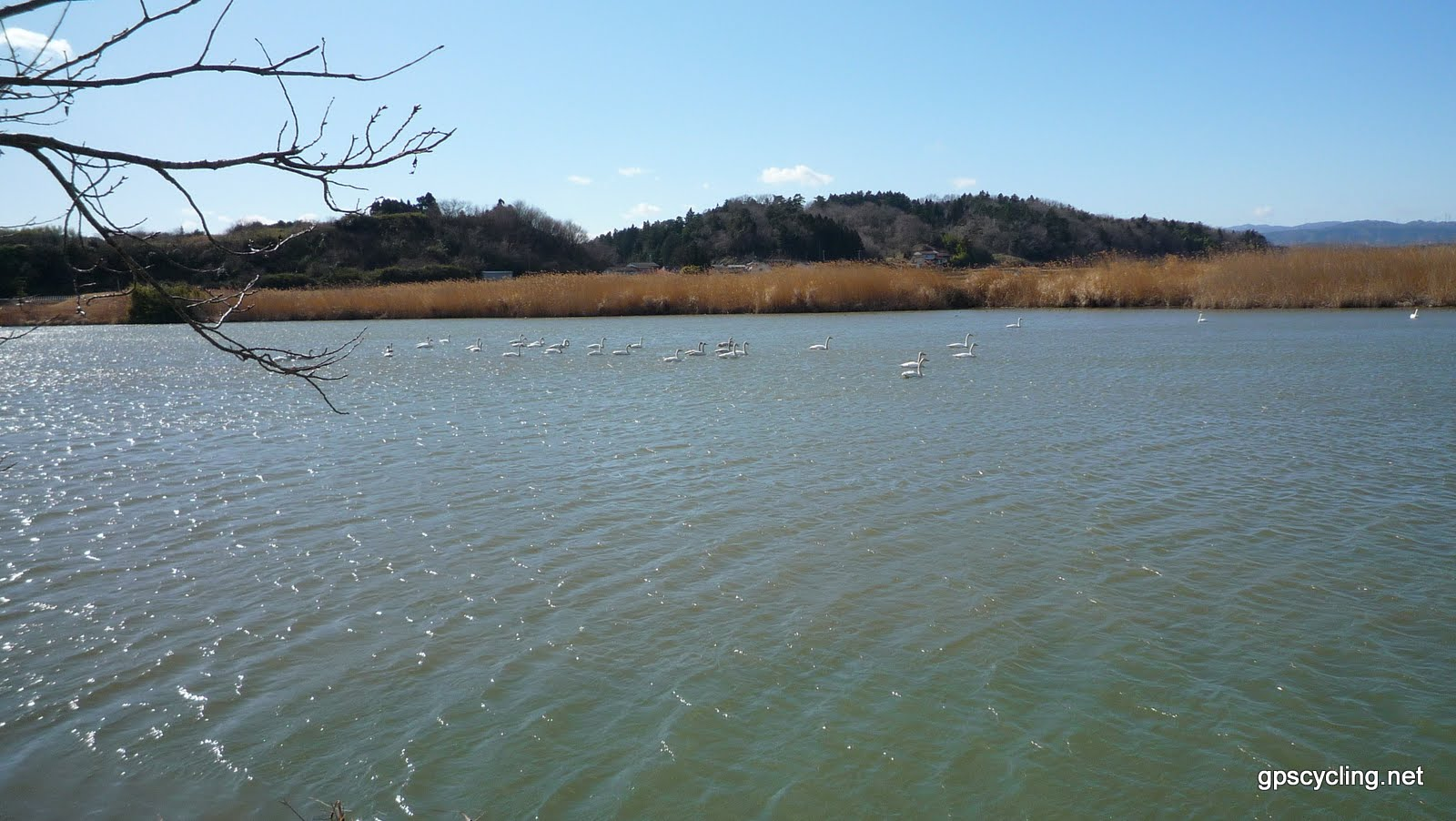
小高川河口の前河浦

## 区域
- 小高地区 旧小高村。小高区中部。
- 金房地区 旧金房村。小高区西部。
- 福浦地区 旧福浦村。小高区東部。

## 概要
2006年の南相馬市発足に伴い、地域自治区として小高区が旧小高町の町域に設置された。一部を除いて住所表示は市名に続けて区の名称を付されており、例えば小高区役所（旧・小高町役場）が置かれている「小高町本町2-78」は「南相馬市小高区本町2-78」と表記される。
福島第一原子力発電所事故の影響により当区全域に避難指示などが出されていたが、2016年7月12日に帰還困難区域（1世帯のみ）を除いて解除された。
東邦銀行、福島銀行、あぶくま信用金庫、相双五城信用組合がシンジケートローンを組み、損保ジャパン、第一生命福島銀行が出資する出力8.6MWの大規模太陽光発電所（メガソーラー）を建設する計画が進行している。

## 歴史
- 1889年（明治22年） - 町村制施行により、行方郡小高村、福浦村、金房村の3村が成立した。
- 1896年（明治29年） - 行方郡が宇多郡と合併し、相馬郡になった。
- 1898年（明治31年）1月19日 - 町制施行により、小高町になった。
- 1954年（昭和29年）3月31日 - 小高町、福浦村、金房村の1町2村が合併し、小高町になった[3]。
- 2006年（平成18年）1月1日 - 相馬郡鹿島町、原町市と合併し、南相馬市になった[4]。小高区設置。
- 2011年（平成23年）
  - 3月11日 マグニチュード9.0の東北地方太平洋沖地震が発生、小高区で震度6弱を観測[5]、甚大な被害を受ける。
  - 7月 被災者向け情報発信のために地上デジタルテレビ放送の実験試験局「南相馬チャンネル」が開局。
- 2016年（平成28年）3月31日 環境省が生活圏における除染作業を完了[6]。
- 2016年（平成28年）7月12日 避難指示解除。JR常磐線小高駅営業再開。

## 教育
高等学校
- 福島県立小高産業技術高等学校
  - 2017年4月に小高商業高等学校と小高工業高等学校が統合して発足

中学校
- 南相馬市立小高中学校

小学校
- 南相馬市立小高小学校
- 南相馬市立金房小学校
- 南相馬市立鳩原小学校
- 南相馬市立福浦小学校

小中学校は福島第1原発事故に伴い、鹿島区に仮設移転していたが、2017年4月1日より再開された。

## 史跡
- 大悲山の石仏 - 日本三大磨崖仏の一つ。国史跡。丘陵にある「大悲山の大スギ」は福島県天然記念物。
- 浦尻貝塚 - 小高区浦尻に所在する、縄文時代前期中葉から中期末にかけて（約5500 - 約4000年前）形成された貝塚。国史跡。
- 小高城址

## 祭事・観光名所
- 相馬野馬追 国の重要無形文化財。
- 塚原海水浴場

## 神社
- 小高神社 小高城址にある。
- 日鷲神社
- 益多嶺神社（甲子大国社）
- 蛯沢稲荷神社

## 施設

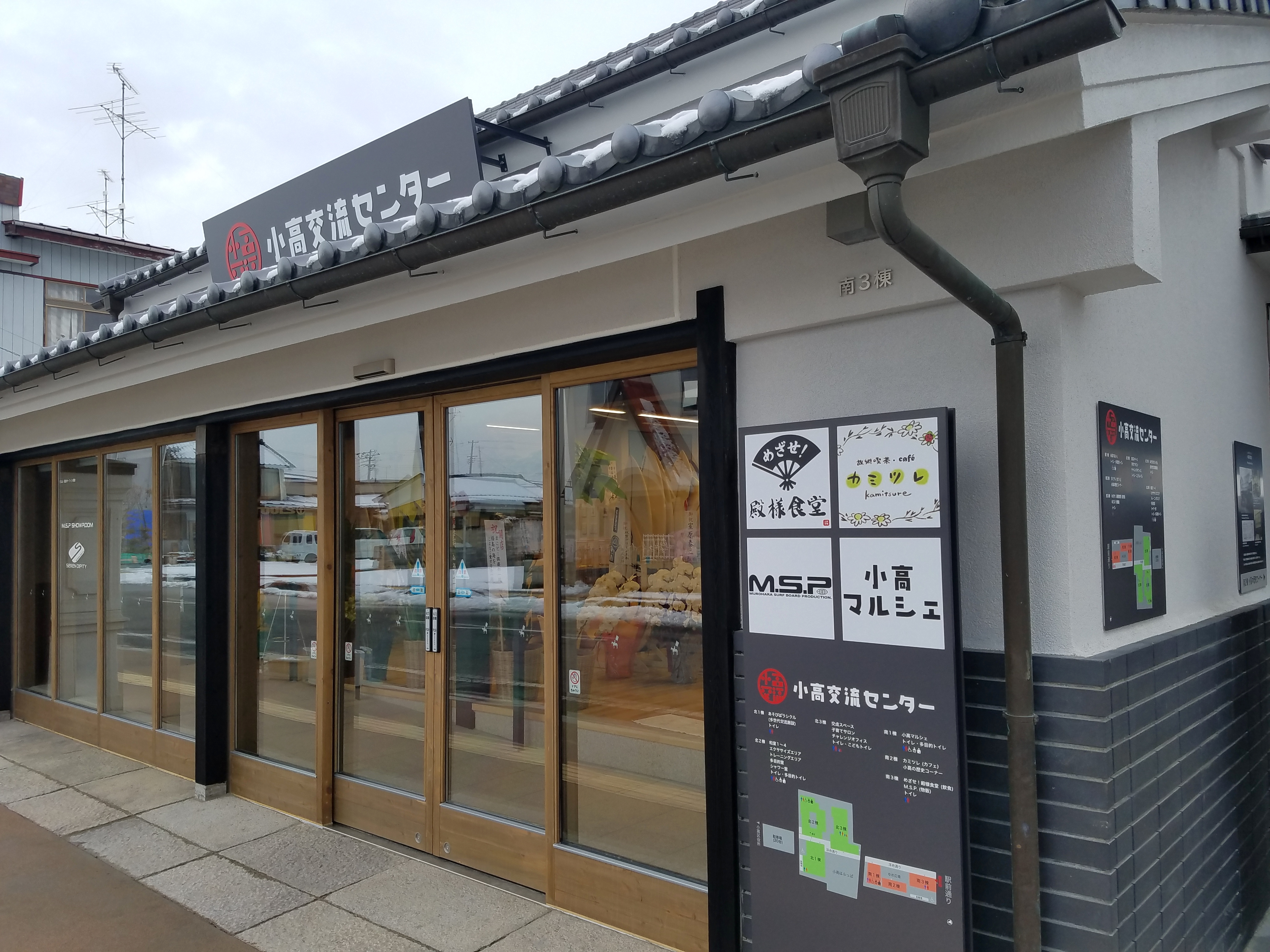
小高交流センター（2019年1月）

- 浮舟文化会館（小高生涯学習センター）：小高図書館、埴谷・島尾記念文学資料館[9]を併設。
- 小高郵便局（集配局）
- 南相馬市小高保健福祉センター
- 小高交流センター
- La MaMa ODAKA ：柳美里が支配人を務める劇場。
- 小高パイオニアヴィレッジ : 和田智行が運営を行う複合施設。
- HARIOランプファクトリー小高 : 和田智行が代表を務めるガラス製品工房。
- 小高診療所[10]

### 金融機関
- 東邦銀行 小高支店
- あぶくま信用金庫 小高支店
- ふくしま未来農業協同組合 小高総合支店
- ふくしま未来農業協同組合 福浦支店

福島第一原子力発電所事故の影響により、金融機関の営業休止状態が続いてきたが、2016年4月現在、昼間の立ち入りが可能であるため東邦銀行を除いて営業を再開している。

## 交通

### 鉄道路線
- 東日本旅客鉄道（JR東日本）
  - 常磐線 : 小高駅 - 桃内駅
    - 太字は中心駅。

### 道路
- 一般国道
  - 国道6号

### バス路線
- 福島交通
- 新常磐交通
  - 東日本大震災及び福島第一原子力発電所事故の影響により福島交通及び新常磐交通の小高区域での運行は一部休止中。
- 東北アクセス
  - 東北アクセスの南相馬市内路線仮設住宅への巡回バス等が運行されている[12]。

## その他
- 相馬野馬追 - 野馬懸、火の祭
- 大悲山の石仏 - 「薬師堂石仏（附:阿弥陀堂石仏）」「観音堂石仏」の名称で国の史跡に指定。
- 小高城址（相馬小高神社）
- 小高村上海水浴場
- 和田智行 - 小高区(旧小高町)出身、小高区在住の実業家・インキュベーター・エンジニア。株式会社小高ワーカーズベース代表取締役、株式会社相馬藩代表取締役。
- ラーメン…小高町のラーメンは全国的にはあまり知られていないが、震災前は昼を中心に大勢のラーメンファンが訪れていた。
  - 双葉食堂 （震災後、同地で営業）
  - 山川食堂 （閉業）
  - 亀井食堂 （閉業）
  - まんてん食堂 （閉業）
  - 丸幸食堂 （閉業）
- フルハウス 柳美里による書店[13]。